# Kanał Babinka

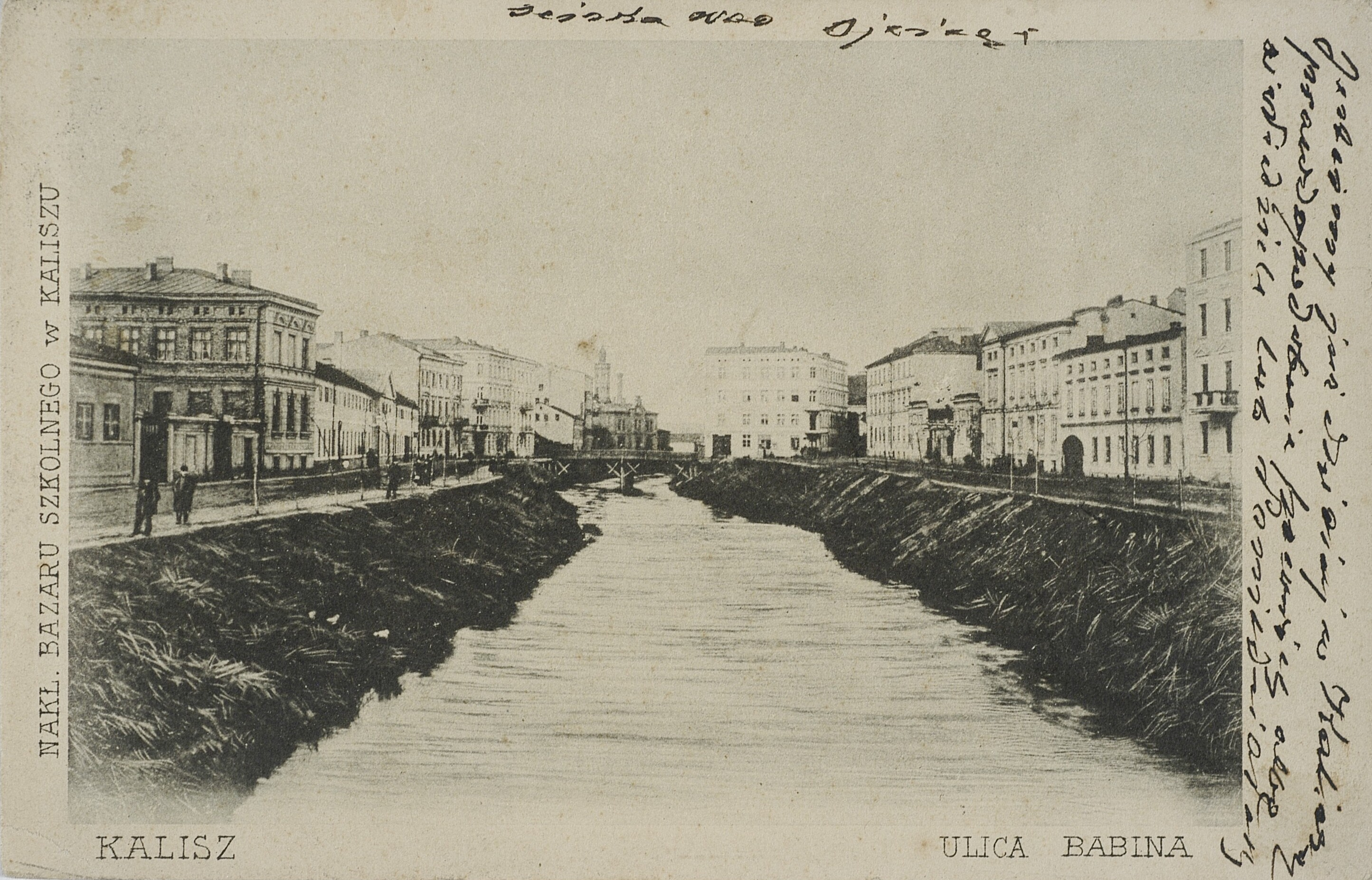
Kanał Babinka na ulicy Babinej w Kaliszu (1903)

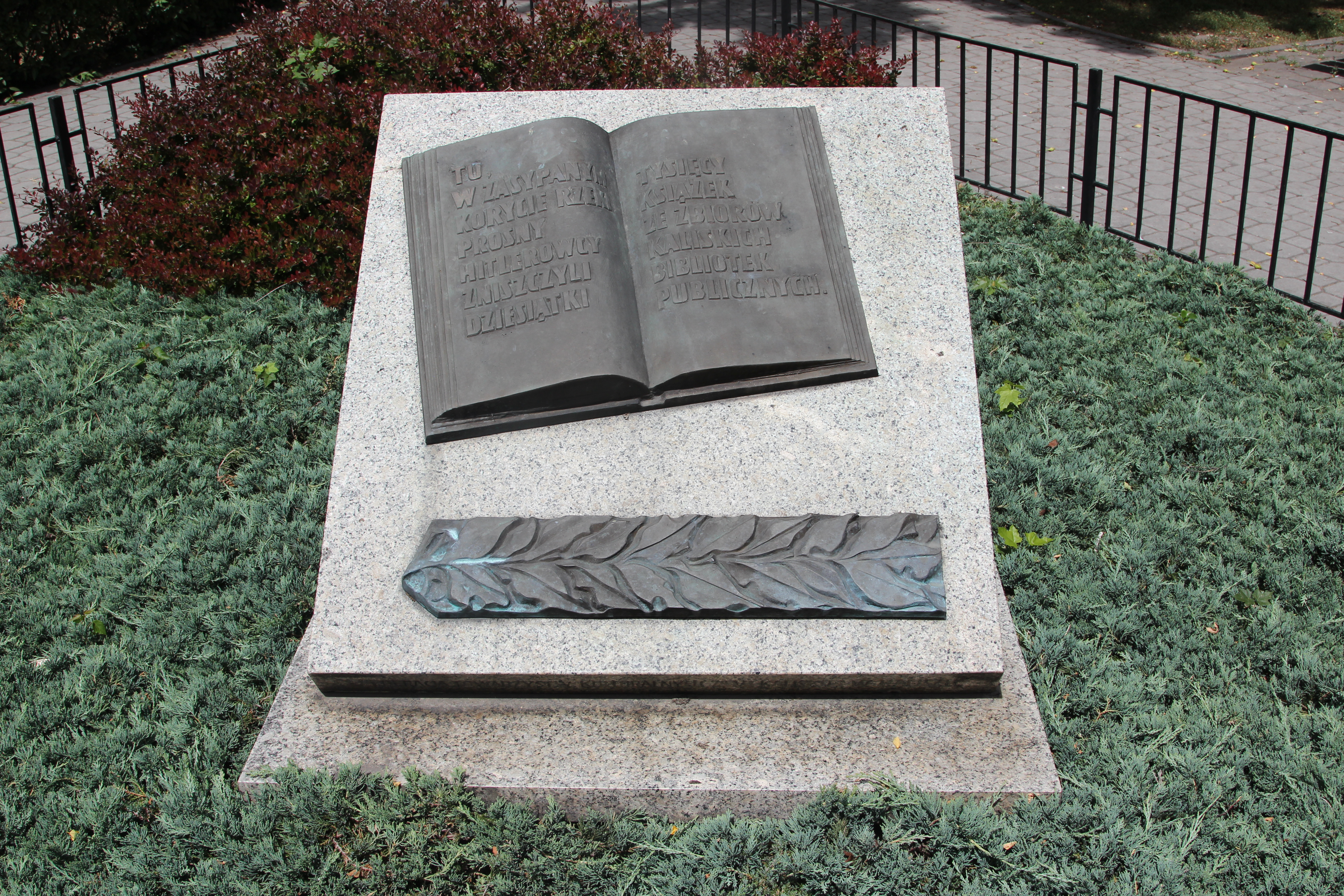
Pomnik Książki w Kaliszu upamiętniający zasypanie kanału Babinka (2019)

Kanał Babinka – nieistniejący ciek w Kaliszu będący elementem Kaliskiego Węzła Wodnego, zasypany przez Niemców w czasie II wojny światowej.

## Historia
Nie jest znana dokładna data powstania Babinki; według niektórych przekazów przez ciek prowadził główny nurt rzeki Prosny. W średniowieczu Babinka była naturalną fosą koło kaliskiego Zamku Królewskiego. Za korytem cieku w północno-zachodniej części Kalisza powstała dzielnica żydowska (zobacz: historia Żydów w Kaliszu).
Terenem na którym znajdowała się Babinka, zainteresowały się (po rozbiorach Polski) władze pruskie, planując poszerzyć Kalisz w tę stronę po wcześniejszym wyburzeniu bezużytecznych już wówczas murów miejskich. Zarówno Prusakom jak i rządzącym po nich Polakom w czasie istnienia Księstwa Warszawskiego, nie udało się zrealizować tych planów, ograniczając się jedynie do rozebrania w większości starych murów, co umożliwiało zabudowę pasa ziemi nad brzegiem Babinki w przyszłości. W czasach Królestwa Polskiego utworzonego w 1815 roku w wyniku postanowień kongresu wiedeńskiego, decyzją namiestnika Królestwa Polskiego generała Józefa Zajączka w 1821 roku, wzdłuż cieku wytyczono promenadę ze szpalerem drzew. W XIX wieku pojawiły się przy Babince między innymi żydowska mykwa, jesziwa, szpital, garbarnia, jatki oraz Wielka Synagoga. Dodatkowo przez ciek przerzucono cztery mosty. W sierpniu 1914 roku po wybuchu I wojny światowej wojska niemieckie zburzyły Kalisz, ale kanał Babinka będący w okresie letnich upałów źródłem zgnilizny i brudów, szczęśliwie przetrwał zagładę miasta.  
W wyniku wybuchu II wojny światowej w pierwszych dniach września 1939 roku do Kalisza wkroczył Wehrmacht. Niemieccy żołnierze dokonywali zniszczeń i grabieży, wrzucając do Babinki książki z prywatnych mieszkań, żydowskie naczynia liturgiczne i zabytki z kaliskiego muzeum. Na przełomie 1941 i 1942 roku ciek zasypano ziemią, zlikwidowano mosty, a powstałe wówczas Planty po wojnie obsadzono zielenią. W 1978 roku na Plantach odsłonięto pomnik Książki upamiętniający zasypanie kanału Babinka, zaprojektowany przez Władysława Kościelniaka.